# Seebach (Usa)
Der Seebach (örtlich meist die Seebach) ist ein knapp 7 km langer rechter und westlicher Zufluss der Usa. Er entspringt dem Taunus und durchfließt seinen bewaldeten Südhang, Ortsrand von Ockstadt und verrohrt dessen Ortskern, die ebene Wetterau und zumeist Freiflächen in Friedberg.

## Geographie

### Verlauf
Der Seebach entspringt westlich des Friedberger Stadtteils Ockstadt am südöstlichen Hang des Winterstein-Taunuskamms unterhalb des Wintersteingipfels einer nassen Stelle im Mischwaldboden in der Gemarkung Engelsborn als Leihgraben (und fließt an einem ehemaligen Pumpwerk zur Trinkwassergewinnung vorbei).
Diesen Namen könnte er dem Leinanbau zur Gewinnung von Flachsfaser und der notwendigen Röste der Flachstängel im sauberen kalten Wasser des Bachs, bevor es beim Durchfließen eines Ortes verschmutzt worden wäre, verdanken. Darauf verweist vermutlich auch der Flurname Waschbach/Auf der Waschbach gegenüber der Einmündung des Hardbäumcheswegs in die Usinger Straße. 
Der Leihgraben ändert in Ockstadt seinen Namen in Beunebach und spätestens in Friedberg in Seebach.

#### Namenloses zeitweises Bächesystem
Nordwestlich vom Engelsborn und etwa 90–100 Meter höher gelegen sind an einem steilen Buckel im Hang des Wintersteins die Quellen namenloser Bäche, die, kurz zuvor vereint, heute vor der Bundesautobahn 5 von links in den Leihgraben münden. Vor dem zunächst vierspurigen Bau der heute sechs-, mit Haltestreifen achtspurigen Autobahn lag die Mündung tiefer und näher an Ockstadt. Diese hoch gelegenen Quellen schütten nur zeitweise, etwa zum Ende des Winters.
Die höchste Quelle liegt auf einem wenig benutzten Waldweg, der diesen Buckel im Osten begleitet ⊙, westlich der Usinger Straße in der Gemarkung Hinterwald. Der kleine Bach durchfließt eine dicht stehende Fichtenschonung und gelangt über einen Tümpel an die Usinger Straße, die hier unterhalb eines Knicks von einem Waldweg gekreuzt wird. Südwestlich beginnt ein Wasserschutzgebiet. Der Bach wird vermutlich diagonal unter der Usinger Straße hindurch geführt und gelangt in ein anmooriges Bruchwaldgebiet, das von Birken dominiert wird. Am Rande einer Fichtenschonung verlässt der Bach das Bruch und ergießt sich in eine alte Runse, die an einem Mountain-Bike-Trail von links (Nordwesten) in eine trockene Runse von der Usinger Straße her (sie scheint sich früher noch weiter ostwärts erstreckt zu haben) mündet ⊙. 50 Meter weiter stößt sie auf den Durchlass eines Haupt-Waldwegs, etwa 200 Meter weiter, nach Durchqueren eines Schlags alter Fichten, großteils Opfer von Windwurf, auf die offizielle und ganzjährig schüttende Quelle des nordöstlichen Quellasts dieses Leihgraben-Zulaufs. Bei ⊙ wird der Bach durch einen Damm, über den ein Waldweg führt, aufgestaut. Etwa 150 Meter weiter verliert die Runse endgültig ihren Charakter eines Einschnitts und von rechts mündet ⊙ ein zeitweise Wasser führender Bach aus einem westlich liegenden Tümpel mit zwei Auslässen ⊙, dessen zweiter, südwestlicher, Auslass nahe der Autobahn sich mit diesem Ast vereinigen wird. Etwa 200 Meter weiter trifft der nordöstliche Ast einen Haupt-Waldweg von der Wintersteinstraße von Bad Nauheim zur Gaststätte Forsthaus Winterstein, der als Zufahrt für motorisierte Fahrzeuge zur 'Usinger Straße' dient, welche oberhalb der Autobahnbrücke für diese durch Pyramidenstümpfe aus Stahlbeton gesperrt ist, ein Relikt aus jener Zeit, als die US-amerikanischen Panzertruppen aus den Friedberger Ray Baracks den Wald als Standortübungsplatz nutzten. Unterhalb des Weges erstreckt sich ein Kahlschlag, Folge des Aufräumens einer Windwurffläche eines Fichtenschlags. Nach etwa 150 Metern, im stehen gebliebenen (Laub-)Waldrand an der Autobahn, wird der Bach in einen südwärts führenden Graben umgeleitet, in den nach wenigen dam der südwestliche Ast von rechts mündet.
Die zweithöchste Quelle ⊙ liegt nahe dem wenig benutzten Waldweg östlich des steilen Buckels und westlich der Usinger Straße in der Gemarkung Hinterwald. Der Bach strömt ostwärts über einen nach Süden abschüssigen aufgegebenen Waldweg, auf dem ein Teil seines Wassers abfließt, und dann am Nordrand einer Waldwiese entlang. Durch eine dicht stehende Fichtenschonung gelangt er in einen Laubwald, wo er sich mit dem Bach von der dritthöchsten Quelle vereinigt ⊙.
Die dritthöchste Quelle ⊙ liegt an der Einmündung eines wenig benutzten Waldwegs und Mountain-Bike-Trails in einen ebensolchen Waldweg, der vom Bach von der zweithöchsten Quelle mit einem Teil ihres Wassers herab kommt. Sie sprudelt zeitweise aus dem mit Gras bewachsenen Boden, zumeist entströmt ihr einfach das Wasser. Es erreicht bald eine kurze ostwärts führende Runse. Nach der Vereinigung mit dem Bach von der zweithöchsten Quelle streben sie gemeinsam der Usinger Straße zu, wo ein angelegter Graben das Wasser übernimmt und so verhindert, dass in ein System von Runsen im Osten gelangt. Es wird in den Straßengraben an der Westseite der Usinger Straße geleitet, von wo es 100 Meter weiter diagonal unter der Straße hindurch nach Osten geleitet wird. Der zeitweise fließende Bach wird von einem Mountain-Bike-Trail gequert und ergießt sich in einen Bruchwald. Dieser speist ständig Wasser in den Tümpel mit den zwei Auslässen südlich des Schlags alter Fichten am nordöstlichen Ast und bildet so die Quelle für den südwestlichen Ast. Etwa 20 Meter südwestlich gibt es weitere Quellen, deren Abfluss nach wenigen dam von rechts in den südwestlichen Ast mündet ⊙. Im Abstand von etwa 40 oder 50 Meter parallel zum nordöstlichen Ast fließt der südwestliche dem Waldweg zu, gelangt durch die Kahlschlagfläche und mündet bei ⊙ von rechts in den Graben an der Autobahn mit dem nordöstlichen Ast. Nach etwa 75 Metern mündet der Graben von links ⊙ in den Seebach-Oberlauf vom Engelsborn, der hier unter der Autobahn durchgelassen wird.

#### Leihgraben

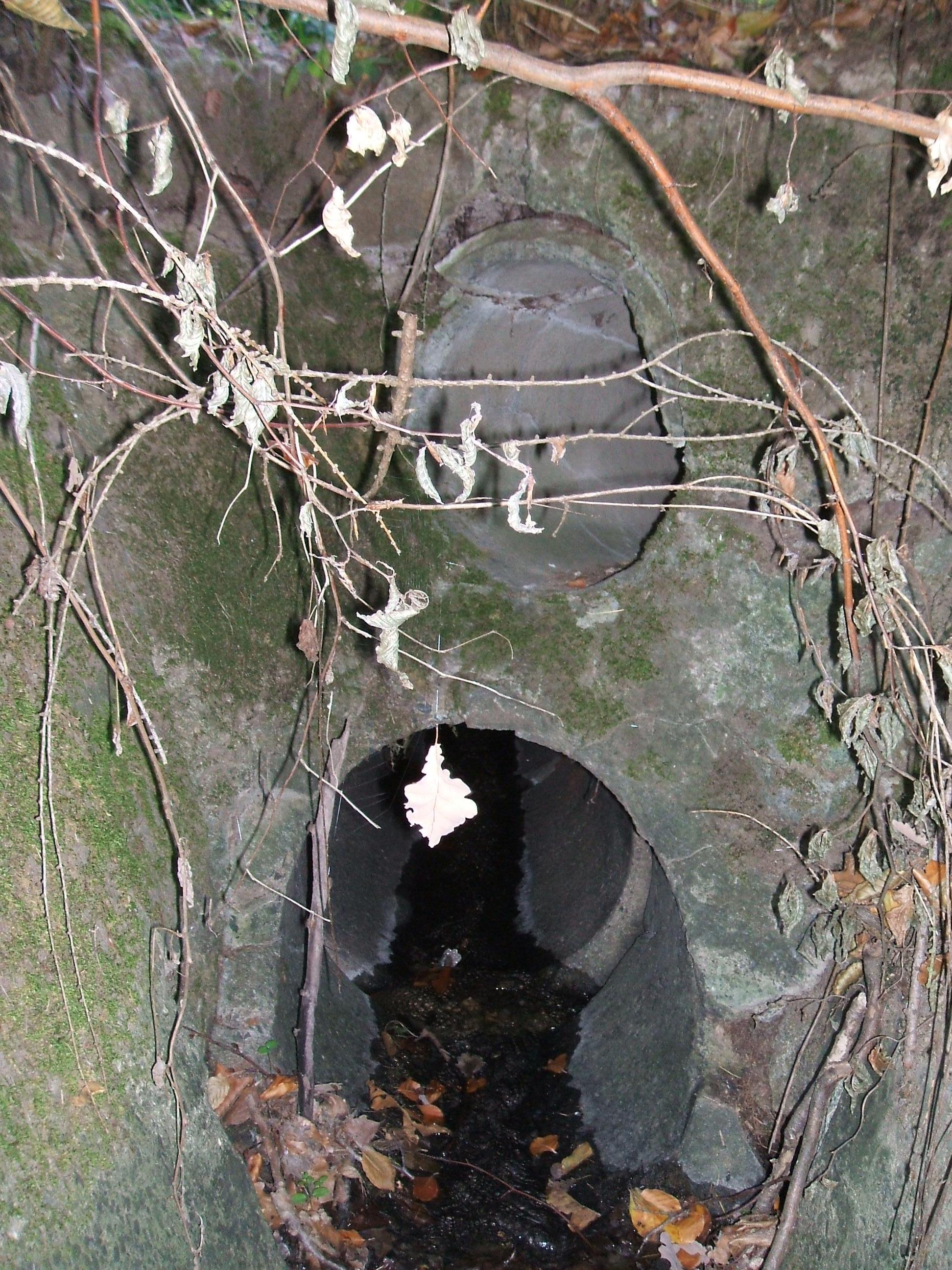
Zwei Stockwerke Durchlass

Im Jahre 2019 schüttet die Quelle weniger, denn etwa 100 m unter ihr steht an einem unbefestigten Waldweg ein Pumpwerk zur Gewinnung von Trinkwasser für ein ehemaliges Flüchtlingslager vom Ende des II. Weltkriegs auf dem Gelände des späteren Bundeswehrdepots (heute die Krokodil-Farm), dessen Einzugstrichter der Quelle Wasser abgräbt. Nach weiteren etwa 200 m in einem fein-steinigen Bachbett trifft er auf die Usinger Straße, einen alten Verbindungsweg der Wetterau mit dem oberen Usatal und Usingen, und begleitet sie nun im Straßengraben etwa einen Meter weit bis zu einem einmündenden Waldweg. Der überdeckt ein Durchlass-Bauwerk: Im Erdgeschoss geht es nach schräg links unter der Usinger Straße durch und im Obergeschoss ist die Passage geradeaus in den sich unter dem unbefestigten Waldweg fortsetzenden Straßengraben. Geradeaus kann naturgemäß nur Hochwasser durchfließen, das nicht mehr vom Rohr zur anderen Straßenseite aufgenommen werden kann und sich daher hoch genug aufstauen konnte. Auf der anderen Straßenseite hat der Leihgraben ein eigens mit Basaltsteinen armiertes Tosbecken und mit Basaltschotter gedecktes Bachbett, das die Usinger Straße noch einige Meter begleitet und dann nach links, Richtung Osten, abbiegt. Hier wird der Hang steiler. Der Leihgraben folgt bis zur Bundesautobahn 5 dem vom Basaltschotter ihm vorgezeichneten Weg. Dort mündet von links und Nordwesten der andere Quellast des Leihgrabens. Der vereinigte Bach unterquert dann die A 5 in einem weiten Betonrohr.

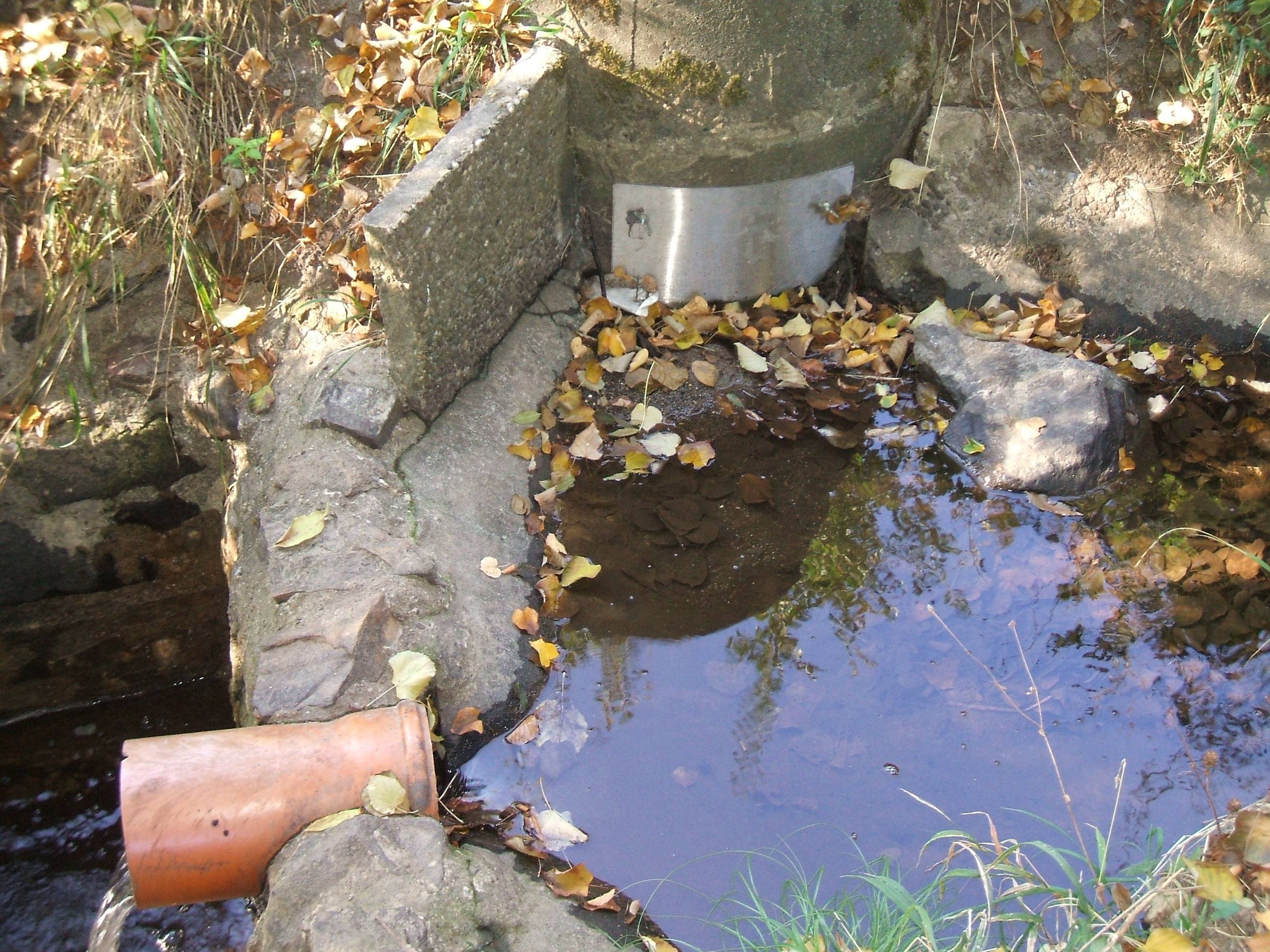
Wg. Bewässerung Steinbruch am Landhaus Reuß

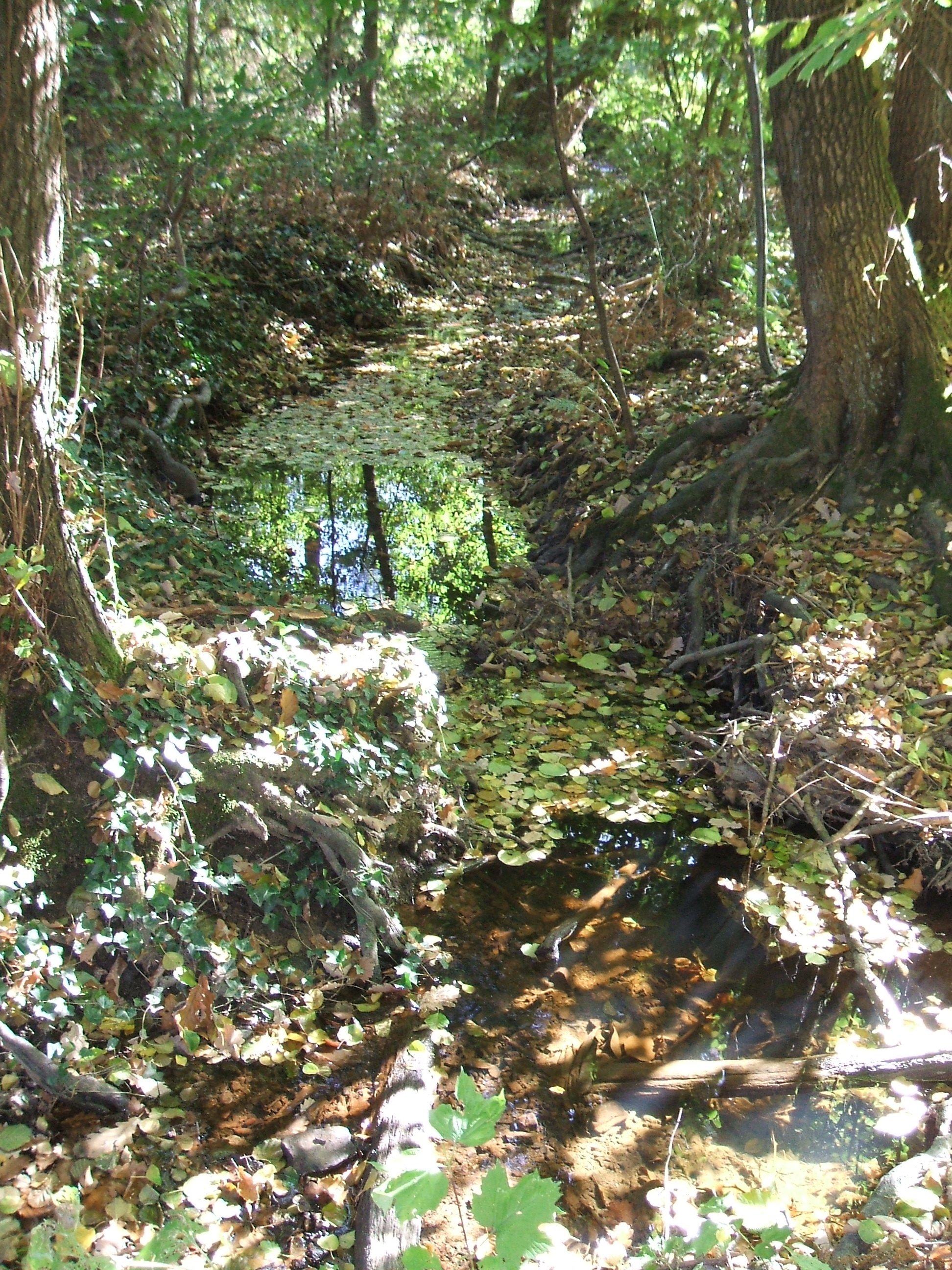
Im Auwäldchen

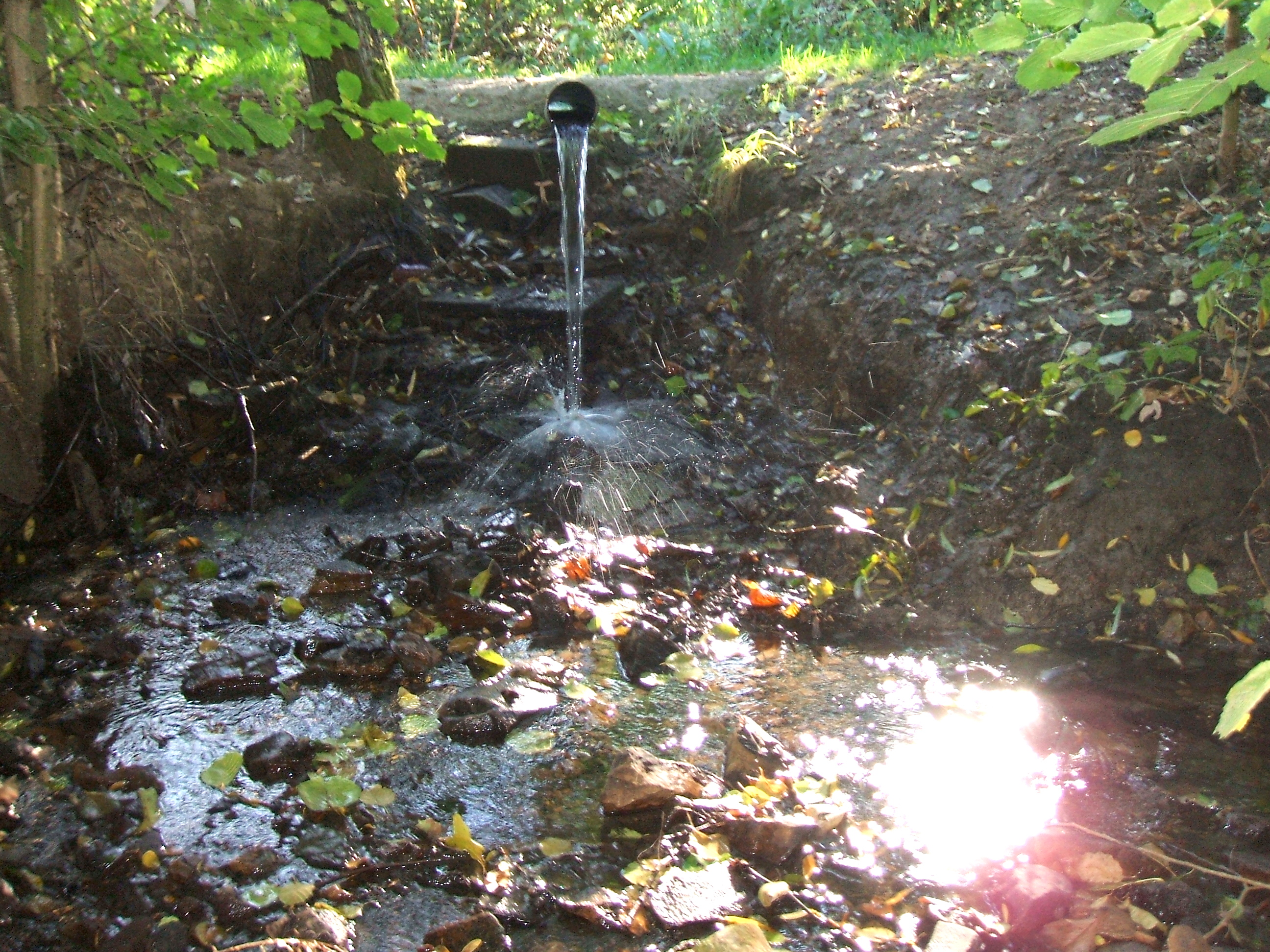
Erster Zufluss (von rechts)

Auf der Ockstadt zugewandten Seite der A 5 biegt der Leihgraben sogleich rechts nach Süden ab und gelangt in ein Becken mit kurzem PVC-Abflussrohr. An dem Becken ragen zur Autobahnböschung hin (Westen) zwei Kanalschächte aus dem Waldboden, von denen einer über eine seitliche bodennahe Blechklappe an einem seiner genormten Zylinderringe verfügt, durch die er Seebachwasser aus dem Staubecken aufnehmen kann. Dieses wird über eine Rohrleitung dem See im ehemaligen Steinbruch am Landhaus Reuß (lokal auch als Reifen-Seher, nach einem hiesigen Autozubehörhandel, bekannt) zugeleitet. Nach Unterqueren eines Weges (einer alten Wein- oder Wagenstraße, bekannt als (Alte) Butzbacher oder (Alte) Wetzlarer Straße) begleitet er einen Zuweg zu dieser mit einem Eichenwäldchen linker Hand und einer Streuobstwiese rechts. Nach erneutem Unterqueren der Usinger Straße und der Zufahrt zu einem ehemaligen Bundeswehrdepot erreicht der Leihgraben den Rand einer Streuobstwiese, die Sauweide (oder älter Sauwassen), und danach ein Auwäldchen neben der Teilhabe Wetterau. In es werden die Oberflächenabflüsse von den Abstellflächen der Werkstätten geleitet. Zwei heute trockene Mulden mit Schlammschichten im Boden belegen die Existenz von Teichen. Ihr Trockenfallen ist fehlender Pflege (Freihalten des Zuflusses) geschuldet. In diesem Areal fließt mögliches Hochwasser zu, das weiter oben an der Usinger Straße durch das Obergeschoss des Durchlasses wirbeln konnte. Es durchfloss den Usinger Straßengraben bis zum Parkplatz an der Brücke über die Autobahn und unterquerte einen Waldweg, um an einen künstlich angelegten Graben angeschlossen zu werden. Zu einem anderen Durchlass gelangt Wasser vom Wintersteinhang, das dem Graben an einem Haupt-Waldweg folgt. Dieser temporäre Wasserfluss trifft bei ⊙ den neuen Graben. Auf dem verbleibenden Weg nach Süden, parallel zur Autobahn, münden von rechts, Westen, weitere Bäche vom Taunushang. Am Durchlass unter der A 5 ⊙ kommen gleich zwei weitere Bäche, aus Westen und aus Südwesten, zusammen, die unter der A 5 und unter dem ehemaligen BW-Depot (derzeit ein "Krokodilzoo/Alligator-Action-Farm" gemäß Bebauungsplan Nr. 56 Bei den Klappertannen vom Oktober 2004) durchgeleitet werden. Auf der Ockstädter Seite tritt der Durchlass an einem Grill-, Fest- und Bolzplatz, dem Alten Sportplatz, zu Tage. Annähernd parallel zu dessen Zufahrtsstraße erreicht der Graben mit dem Hochwasser das Schützenhaus, wo er unter den Schießbahnen hindurch (auch) in das Auwäldchen geleitet wird. Etwa bei km 5,0 (wieder) vereinigt wird der Hardbäumchesweg in einem mit zwei Rohren ausgeführten Durchlass unterquert. Damit verlässt der Leihgraben endgültig den bewaldeten Taunus und begibt sich in die Feldflur der Friedberger Wetterau.
Ober- und unterhalb des Hardbäumcheswegs werden Oberflächenabflüsse aus Straßengräben in den Leihgraben geleitet. Östlich der Straße, zwischen Leihgraben im Süden und Usinger Straße im Norden, war bis 1912 der letzte Ockstädter Steinbruch (Quarzit) in Betrieb. Heute ist er voll Grundwasser gelaufen und dient der privaten Erholung. Zugang ist vom Ulmenweg. Östlich schließt sich ein Neubaugebiet mit dem Ulmenweg an (Bebauungsplan Nr. 03 Ockstadt West vom Mai 1976). Es endet im Osten mit dem Schmelzweg, der sich per Brücke südwärts über den Leihgraben zu einem unbefestigten Weg fortsetzt (den Leihgraben begleitet nahezu parallel ein Weg bis Pfad vom Hardbäumchesweg bis zur Rosbacher Straße, der zugleich und zum Teil die nördliche Grenze des Bebauungsplans Nr. 49 Golfplatz Ockstadt vom Juli 2000 darstellt). Hier beginnt, oder endet, in einem Metall-Gittermast eine 20 kV-Freileitung und entspringt, wenige Meter entfernt, in einem Quellwäldchen, ein kleiner Bach, der durch ein Plastikrohr von rechts und Süden in den Leihgraben mit einem einen halben Meter tiefen Fall mündet. Der Leihgraben ist verschieden tief und breit in den Boden eingeschnitten, alte Obstbäume und schon lange nicht mehr geschnittene Kopfweiden begleiten ihn. Das Tälchen macht einen verwahrlosten Eindruck, zeigt dadurch jedoch auch Steilufer mit kleinen Höhlen.

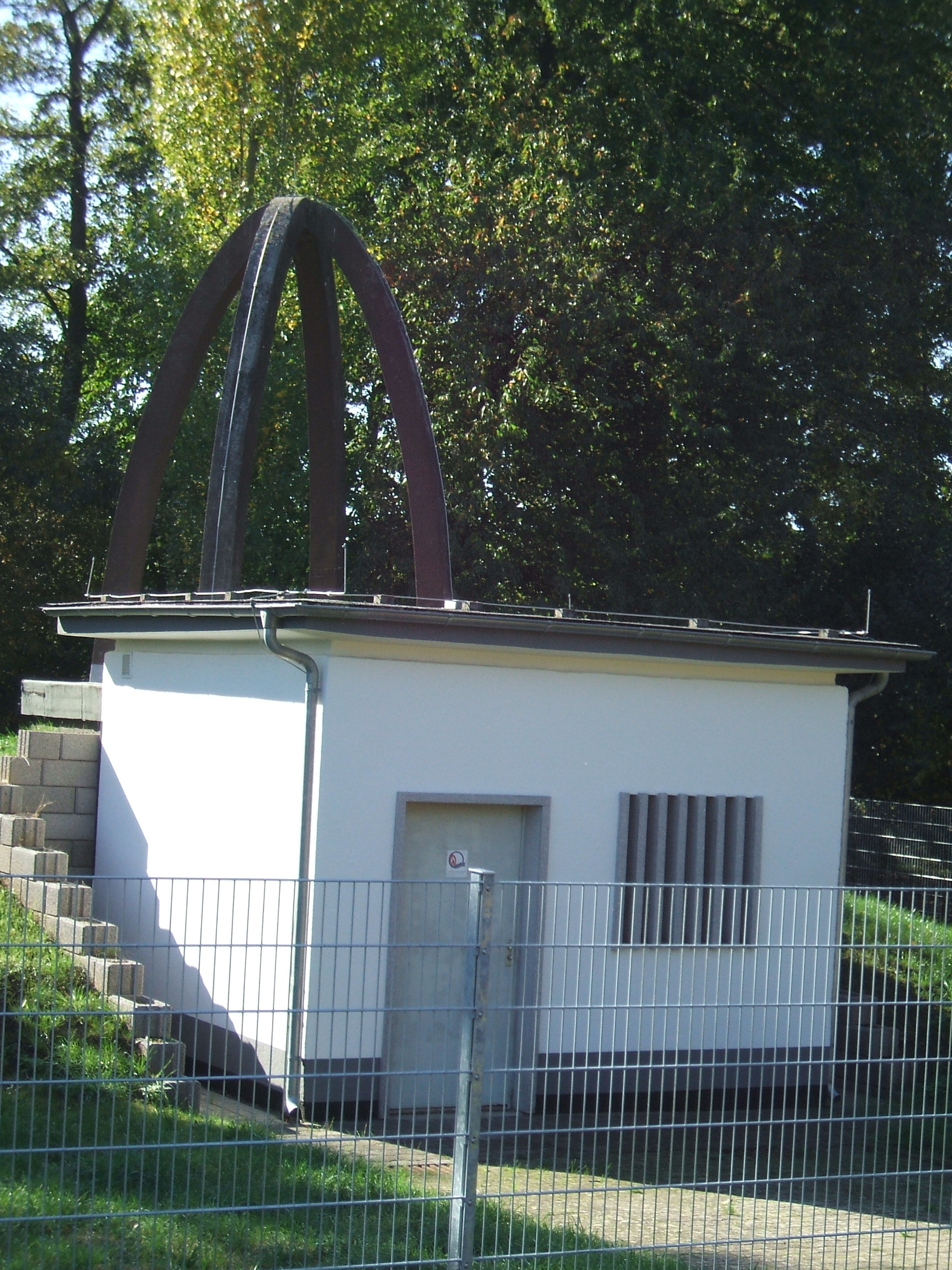
Trinkwassergewinnung in Leihgraben-Florenz

Auf seinem Weg kommt der Leihgraben bei km 4,4 an einem weiteren Trinkwasser-Brunnen mit einer Fördermenge von etwa 140.000 m³/Jahr vorbei, diesmal zur Versorgung Ockstadts. Darunter, ostwärts, befindet sich eine Wiese mit einer Quelle. Deren Wasser unterhält in einer 300°-Kurve des Bachs oder Grabens einen flachen mit Gebüsch bestandenen Tümpel, in dem der seltene Knotenblütige Sellerie wächst. Der Abfluss des Tümpels wird nach etwa 30 Metern von einem flexiblen gerippten Kunststoff-Dränagerohr aufgenommen, das nach etwa 15 Metern links am Ufer des Leihgrabens endet. Etwas unterhalb, bei km 4,1, führt ein Steg über den Leihgraben, der den Hof, die ehemalige Ober- oder Weidmannsmühle, zu dem der Tümpel gehört, und die Feldflur (Obstplantage, zumeist keine Hochstämme mehr) verbindet. Der Tümpel war früher über einen zugeschütteten Graben mit dem Leihgraben verbunden und ein Staubecken (Mühlenteich), dessen Wasserinhalt zum "Anfahren" der Mühle benötigt wurde. (Der Mühlenbetrieb soll über einen separaten Mühlkanal erfolgt sein, den er sich mit anderen Mühlen teilte. Direkt am Ufer stand die Schmelzmühle, von der Trümmer immer noch im und am Leihgraben liegen.) Unterhalb dessen ist das Leihgraben-Tälchen, die nördliche Grenze der Flur Am Leihgraben, mit noch undurchdringlicherem Bewuchs bestanden. Es finden sich Obstbaum-Hochstämme darunter, ebenso Reste von Zäunen, also Merkmalen von Gärten. Der Leihgraben erreicht schließlich, nördlich der Flur Rosbacher Hohl, die "Schrauberhalle Ockstadt," eine Autowerkstatt an der Rosbacher Straße (L 3134). Er wird unter einem Betriebsgebäude und der Straße hindurch geführt.
Östlich wird er auf der rechten oder Südseite von dem Weg Am Leihgraben begleitet, der eine wassergebundene Decke aufweist. Am linken oder Nordufer taucht bald das Ockstädter Schloss auf, eine ehemalige Wasserburg mit späteren Erweiterungen und in seiner Gesamtheit heute ein Kulturdenkmal, zu dem eine Brücke führt. Eine weitere ermöglicht den Zutritt zur Gartenstraße (hier befindet sich eine Einrichtung zum Aufstauen des Seebachs mittels in Rillen in den Brückenwiderlagern geführter Bohlen oder Schieber), eine dritte ermöglicht den Zugang zu einem Privatgrundstück. Am Ende mündet der Leihgraben in ein aufwändiges Einlaufbauwerk vor der Friedberger Straße. Dahinter ist er verrohrt und ändert seinen Namen in Beunebach.

#### Beunebach

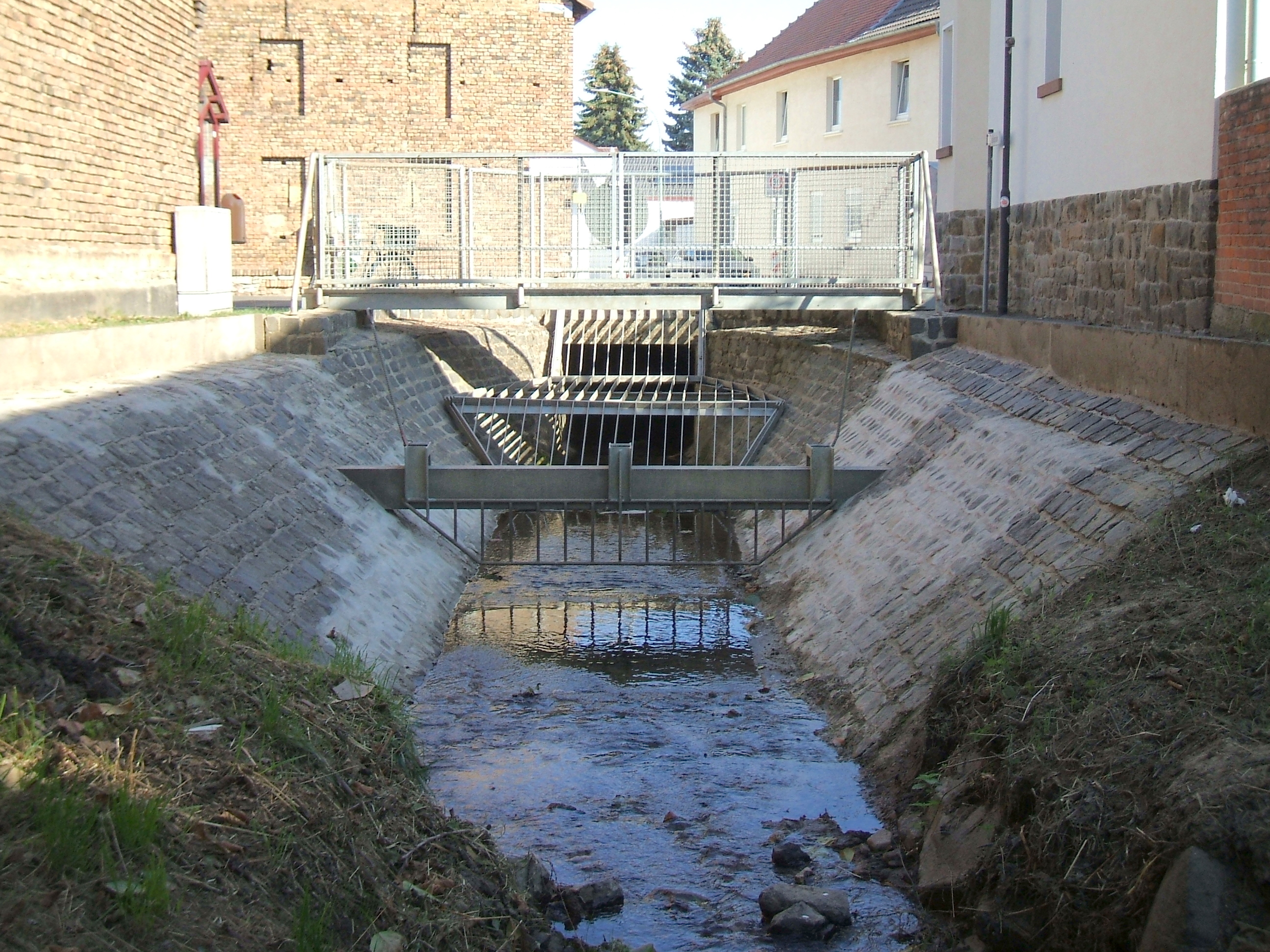
Einlass in den Beunebach hinten

Der Beunebach hat seinen Namen von einer Beunde. Direkt ab Anfang des Bachabschnitts ist die Beunestraße darüber asphaltiert (vergl. Nahehochstraße B 41 in Oberstein), bis zur Kreuzung am neuen Sportplatzgelände mit der Wiesenstraße. Der Beunebach folgt nun oberirdisch, bis Anfang 2019 am linken Ufer von Bäumen bestanden, der Beunestraße, einem Verbindungsweg und schließlich Abstechern der Friedberger Straße, bis er am Ortsrand zuerst nach Norden abbiegt und nach etwa 200 Metern, bei der Begegnung mit dem Äppelwoiweg, Kurs rechts nach Osten und Friedberg nimmt, parallel zu und südlich von ihm. Die Beune existiert als Flurname südlich des neuen Sportplatzes bis zur heutigen Kreisstraße 12 nach Friedberg fort. Mit den Bebauungsplan Nr. 52 Links dem Bäumchesweg ist sie ab Mitte der 1990er Jahr bebaut worden. 2009 ist der Beunebach auf einer Strecke von 300–350 m vor dem Äppelwoiweg zum Ausgleich der Eingriffe durch die Realisierung des Bebauungsplans Nr. 72 Sporthalle Ockstadt von 2005 naturnah umgestaltet worden.
Bis in die Neuzeit hinein ist das Wasser des Beunebachs dazu benutzt worden, landwirtschaftliche Flächen, die Allmendstücke, im nunmehr bebauten Ockstädter Osten zu bewässern (beginnend mit Teilbebauung per Bebauungsplan Nr. 5 Am Sportplatz von 1969 – er enthält in der Flur "Die Gänsgärten" noch die Gewässerparzelle 1220/2 des zur Einmündung der Rosenstraße in die Allmendstraße führenden Mühlkanals – und fortgesetzt per Bebauungsplan Nr. 5b „Allmendstücke östlicher Teil“ von 1993). Die Vielzahl an Kanälen war gewartet, die Wasserführung reguliert worden.

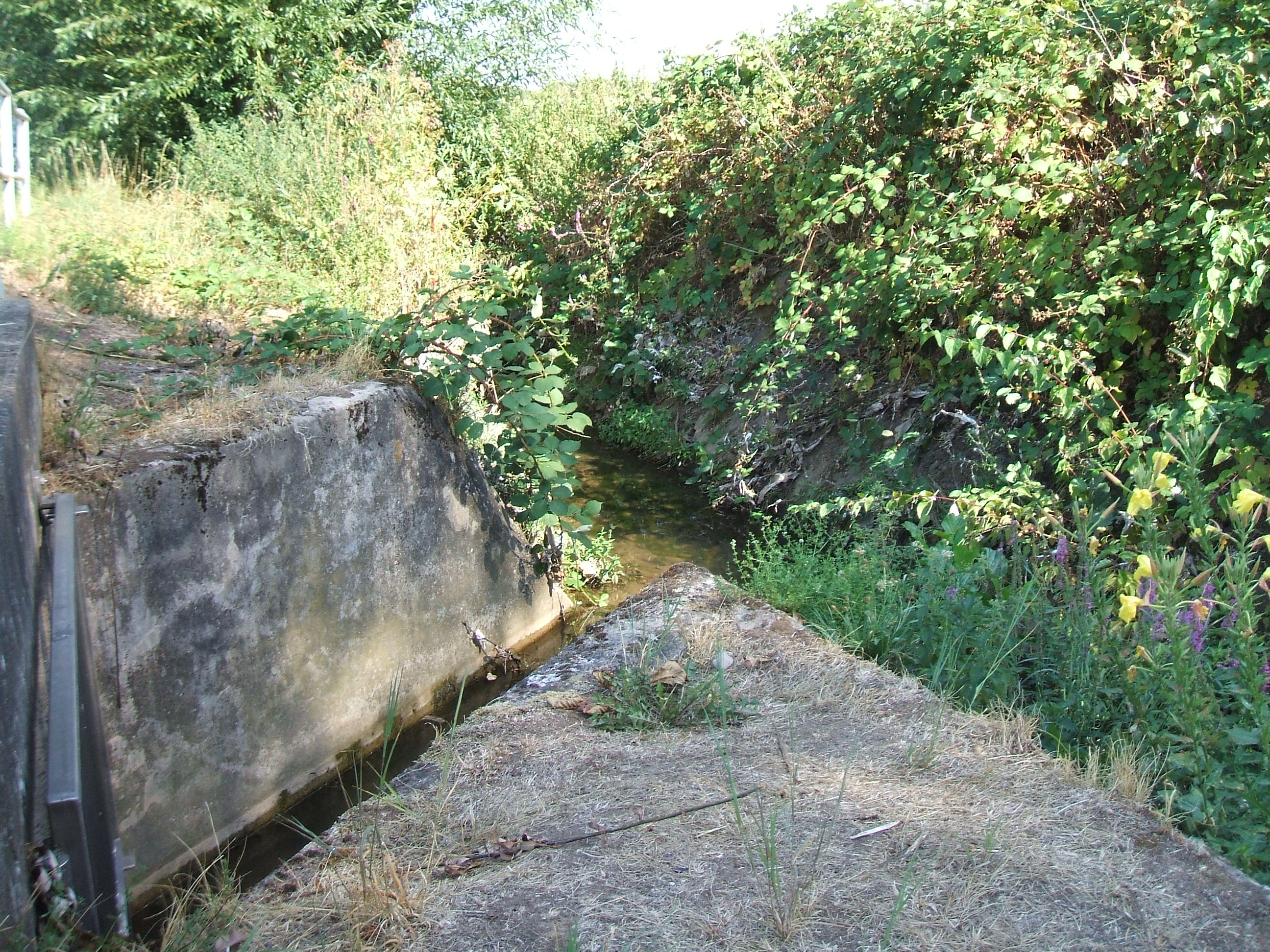
Der Überlauf vom Regenrückhaltebecken für die Ortskanalisation von Ockstadt mündet mit mächtigem Schwall und vielen "Zivilisations-Resten," die im Brombeergestrüpp hängen bleiben, obwohl es jährlich (wg. hydraulischen Querschnitts) entfernt wird, in den Seebach.

Östlich der Allmendstücke hat die Stadt ein Regenrückhaltebecken für die Ortskanalisation nördlich von km 2,75 angelegt (Geltungsbereich 2 des Bebauungsplans Nr. 52 Links dem Bäumchesweg). Dessen Überlauf (RÜ) mündet bei km 2,7 in den hier durch Mauern beidseitig befestigten Seebach. Deswegen gelangen bei Regen sturzflutartige extreme Abflüsse mit Fäkalien und Hygieneartikeln in den Bach und mit ihm offen in die Kreisstadt Friedberg. Diese Fluten gefährden den Bestand der Ufer und verschlechtern die Wasserqualität in Usa, Wetter, Nidda etc. (Die Abwasser-Sammelleitung von Ockstadt zur Kläranlage in Friedberg ist unter dem zumeist mit Betonsteinen gepflasterten Äppelwoiweg verlegt worden, dessen Decke im Bereich der neu errichteten Überführung über die B 3/B 455 asphaltiert ist.) Die Seebachufer werden durch eine Vielzahl alter Erlen stabilisiert (gelegentlich durch Weiden substituiert).

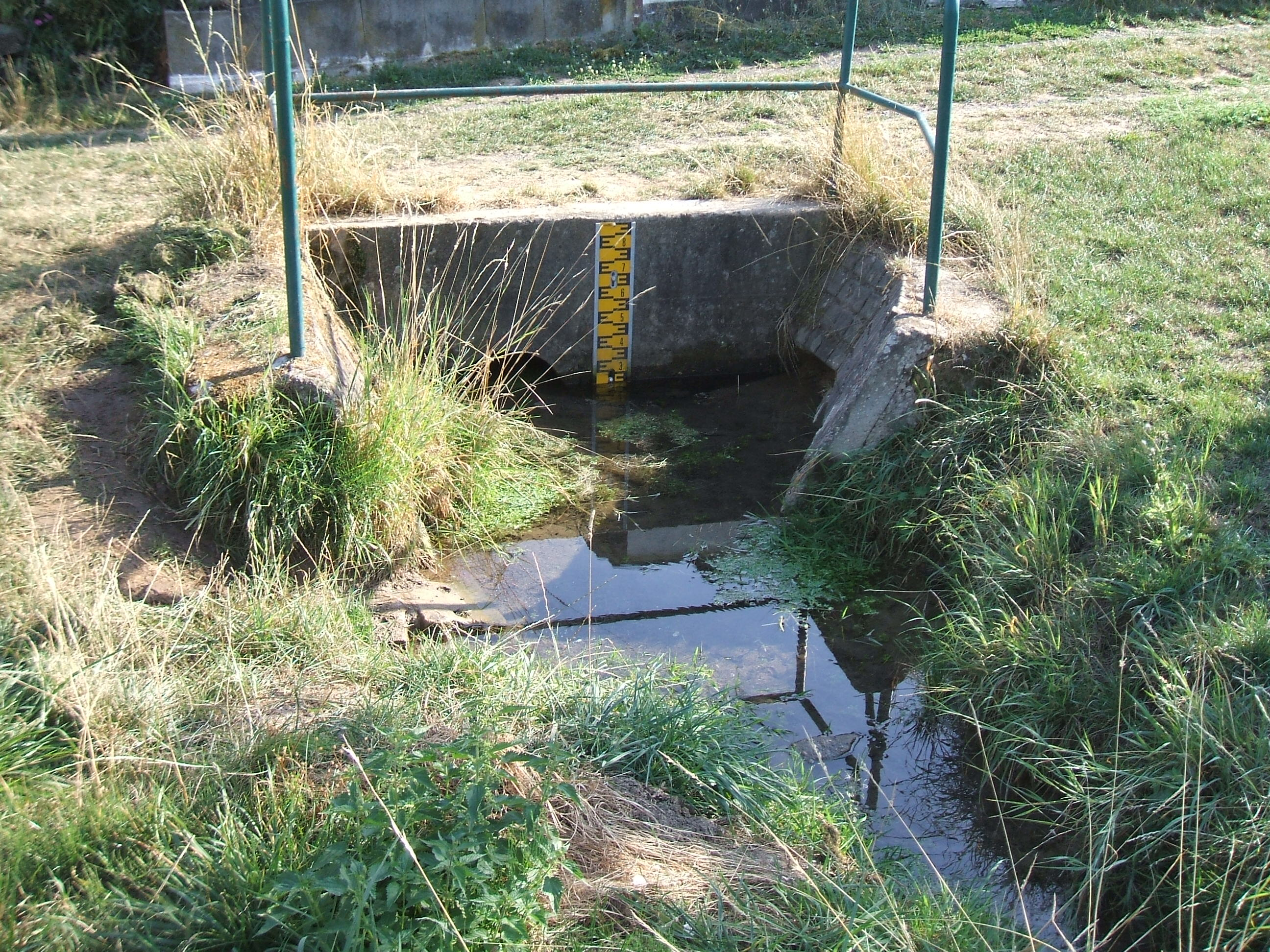
Sauberes Pfingstbrunnen-Wasser

Hier, 500 Meter nach Erreichen des Äppelwoiwegs, unterquert der Seebach den Neubau der Bundesstraßen 3 und 455. Im südöstlichen (oder zweiten) Quadranten dieser Kreuzung wurde eine Mulde zur Aufnahme von Oberflächenabflüssen der Bundesstraße gegraben und eingezäunt. Sie kann Straßenabflüsse von südlich des Seebachs aufnehmen und hat für den Fall eines zu starken Zuflusses einen Notabfluss in den Seebach. Etwa 150 Meter unterhalb der Bundesstraße, bei km 2,2, mündet von links (Norden) der Graben durch den Fetten Grund (er könnte einen Bezug zum ehemaligen Haingraben haben, der vor der industriellen Revolution das Wasser des Pfingstbrunnens aufnahm und über die Bleiche auf dem Gelände des heutigen Ockstädter Freibades floss). Dies ist deshalb so bemerkenswert, als es im Graben ein weiteres Vorkommen von Knotenblütigem Sellerie gibt. Der Graben beginnt nördlich der Waldstraße am nordwestlichen Ockstädter Ortsrand in einer reichlich schüttenden und gefassten Quelle, die vom Pfingstbrunnen gespeist wird, dessen Brunnenstube in einem Gebäude etwas außerhalb der Ortslage an der Verlängerung der Pfingstbrunnenstraße nach Westen steht. (Und der auch das Ockstädter Freibad mit kaltem Wasser versorgt?) Der Graben verläuft etwa 75 Meter nordwärts in den Kirschenberg und biegt nach rechts und Osten um. Nach etwa 50 Metern befindet sich auf der linken Seite eine Pferdekoppel. Hier findet sich das erste Vorkommen von Knotenblütigem Sellerie. Durch die Erweiterung des Friedhofs nordwärts führt der Graben nun durch ihn und unter einem Feldweg hindurch am Nordrand der Bebauung entlang. Dazu muss er die Landesstraße 3134 unterqueren und eine anschließende 50 Meter lange Verrohrung überwinden. Bei einer landwirtschaftlichen Mehrzweckhalle am nordöstlichen Ortsrand biegt der Graben rechts nach Süden ab und 40 Meter weiter nach links, in die ursprüngliche Richtung ostwärts, unter der B 3/B 455 hindurch. Etwa 250 Meter weiter biegt er ein letztes Mal ab, nach rechts und Süden, und mündet nach 40 Metern unter den Äppelwoiweg durch von links in den Seebach.

#### Seebach

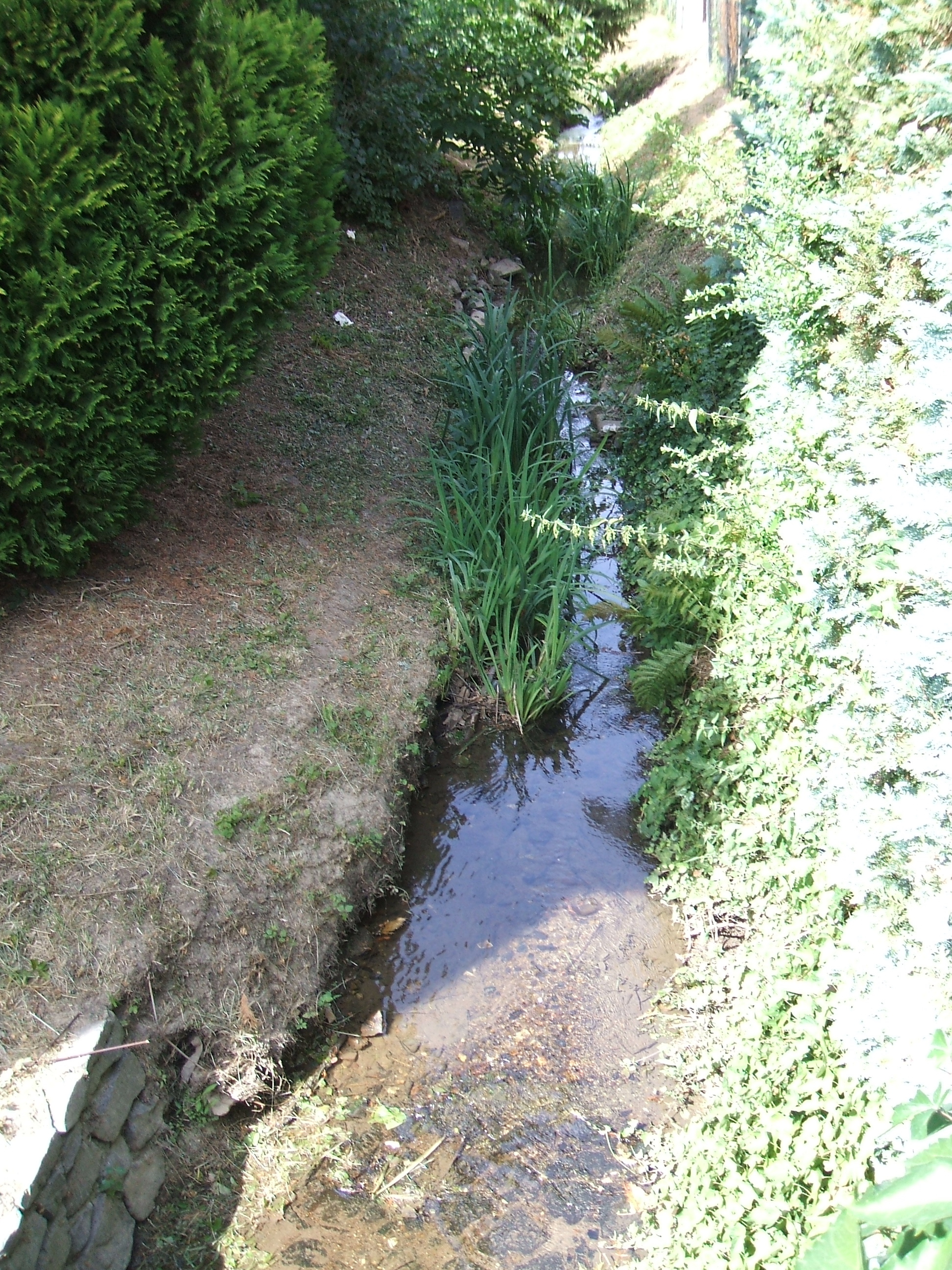
Unterhalb der Seewiese ist der Seebach in ein befestigtes Bett gezwängt

Zwischen Ockstadt und Friedberg wechselt der Leihgraben/Beunebach ein letztes Mal seinen Namen und wird zum Seebach. (Diesen Namen hat er von einem See oder Teich am westlichen Ortsrand von Friedberg, etwa da, wo heute ein Parkplatz und die Turnhalle der Philipp-Dieffenbach-Schule stehen. Dieser See hatte zuletzt den Zweck, während des Winters kühlendes Eis für die Lagerkeller der Bierbrauereien an der Westseite der Friedberger Altstadt zu produzieren, als es noch keine Kältemaschinen gab.)
Bei km 1,9 kreuzt der Seebach die Johann-Peter-Schäfer-Straße samt Gemarkungsgrenze und beginnt damit, in der bebauten Ortslage der Kreisstadt Friedberg zu fließen. 30 Meter weiter mündet von schräg links, aus Nordwesten, der zumeist trockene Weilerwiesengraben. Zwischen Stadthalle rechts und Henry-Benrath-Schule links wird die Straße Am Seebach erreicht. Ungefähr in einem Viertelkreis (Radius etwa ¼ km) schwenkt der Seebach über die Seewiese nach Norden. Anfangs macht er, trotz stellenweise befestigter Ufer, einen lebensfreundlichen Eindruck mit reichlich Vegetation. Allerdings mündet auch hier, kurz nach einer Fußgängerbrücke zur Verbindung der Dieffenbach-Schule mit der Sporthalle Am Seebach und damit unter der Nordostecke des Parkplatzes der Sporthalle der Überlauf eines Regenrückhaltebeckens, so dass hier bei stärkerem Regen erneut Abwässer mit Fäkalien in den Bach gelangen können. Nach Unterqueren zweier Brücken (Fußgängerverbindung vom Spielplatz zu den meist verschlossenen Toiletten im Gebäude Seewiese 13 und eines Fuß- und Radwegs von der Ockstädter Straße zur Mörler Straße) gelangt er in ein Stück Galeriewald, der so dicht steht, dass der Boden frei von Bewuchs ist. Unterhalb der Brücke in Verlängerung der Neutorgasse finden sich technische Bauwerke (Widerlager) im Ufer, die Absperrschieber (Bretter oder Bohlen) aufnehmen und dadurch einen Stau bewirken können. Eine weitere gemauerte oder betonierte Uferbefestigung befindet sich am Gebäude des Ski-Clubs, wo eine Fußgängerbrücke steht, die zu einer Weggabelung mit Treppen hoch zur Villiers-sur-Marne-Promenade vor der westlichen Stadtmauer führt mit einem Durchlass zur Badgasse. Darunter folgt wieder ein lebensfeindlich dicht stehender Galeriewald. Westlich befindet sich der alte Sport- und Exerzierplatz der ehemaligen Stadtkaserne auf der Friedberger Ostseite (früher gegenüber dem ersten Bahnhof, der heute einem Parkhaus gewichen ist). Im Winter wird der Platz mit Seebachwasser geflutet, dass manchmal, wenn der Winter hinreichend kalt ist, eine Eisfläche entsteht. Das Wasser wird dem Seebach wieder zugeführt (es fließt vermutlich ständig, auch unter der Eisdecke), der einen Fußweg unterquert und nun in die Bebauung an der Mörler Straße gelangt. Er wird in einem engen gemauerten Bett schnell strömend in nordöstlicher Richtung zum Durchlass unter der Mörler Straße geleitet.

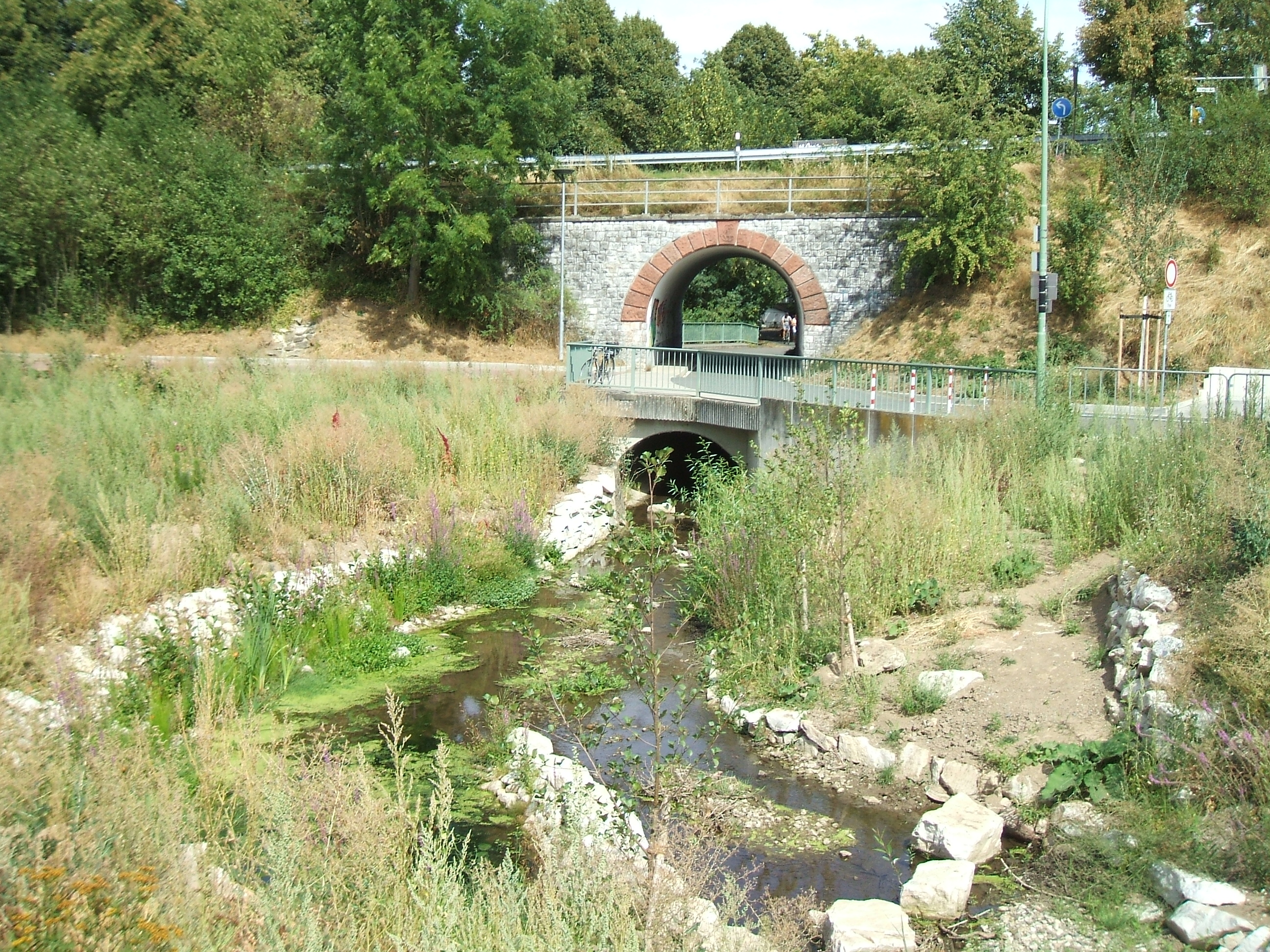
Der Seebach wird sozusagen im Keller eines für den Rad- und Fußweg errichteten Tunnels unter der Kreisstraße 13 nach Bad Nauheim durchgeleitet, links versteckt sich der RÜ

Flussabwärts von dieser fließt er in einem begradigten Bett mit teilweise durch gemauerte Basaltsteine befestigter Sohle der Usa zu, dabei im Abstand die Burg Friedberg samt Gießener Straße umrundend. In diesem Abschnitt wächst an mehreren Stellen Knotenblütiger Sellerie. In der Verlängerung des Städter Weges stand früher über dem Seebach ein Verkaufshaus für Autos. Nach seinem Abriss wurde das Gelände per Bebauungsplan Nr. 90 Im Ohrloch - Teil II vom Januar 2016 neu geregelt. In der Folge erfuhr der Seebach hier eine gewisse Renaturierung. Die Ufer wurden mit großen Kalksteinen befestigt, eine Bachquerung mit Kalk-Trittsteinen wurde gebaut. Zudem mündet in diesem Bereich der RÜ eines Regenrückhaltebeckens schräg von links (Westen) genau dort ein, wo der Seebach eine leichte Rechtskurve beschreibt und nach Nordosten zu fließen beginnt. Vor dem Auslauf des RÜ hat sich ganz natürlich Knotenblütiger Sellerie als Indikator für die Nitrat- und Phosphatfracht des Abwassers angesiedelt, vergesellschaftet mit Bachbunge. Die Bachsohle wird von einer Kiesschüttung gebildet. Unter der Burgfeldstraße oder K 13 hindurch gelangt der Seebach in die Usa-Aue. Direkt vor einer nur noch beschränkt tragfähigen und daher mit einer aufgelegten Holzbrücke aufgedoppelten Steinbrücke eines Fuß- und Radwegs mündet von links und Norden der Riedgraben rechtwinklig ein. Unterhalb der Brücke steht links eine Gastwirtschaft mit Biergarten, die aus einer Usa-Mühle entstand, als diese noch hier vorbeifloss. Zwischen einer (flachen) Zeile Grabeland und dem steilen Ufer zum Burgberg, der Gießener Straße und der Burg hoch zwängt sich der vielfach und teilweise vergebens befestigte Seebach zur Usa. Er mündet unterhalb einer Beton-Balkenbrücke für einen Fuß- und Radweg oberhalb von Friedberg von rechts in sie.

### Zuflüsse

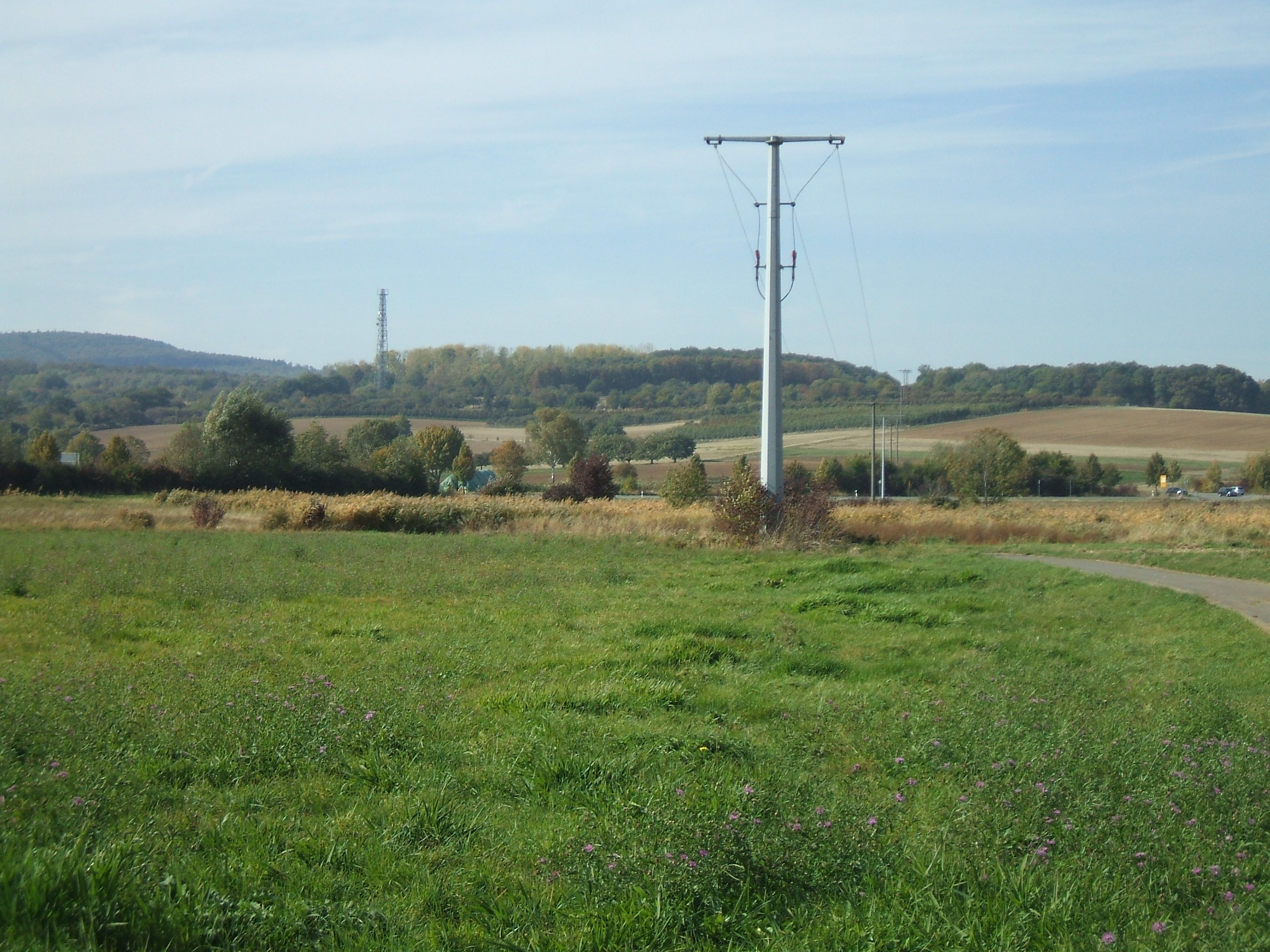
Herkunft aus dem Ockstädter Ried

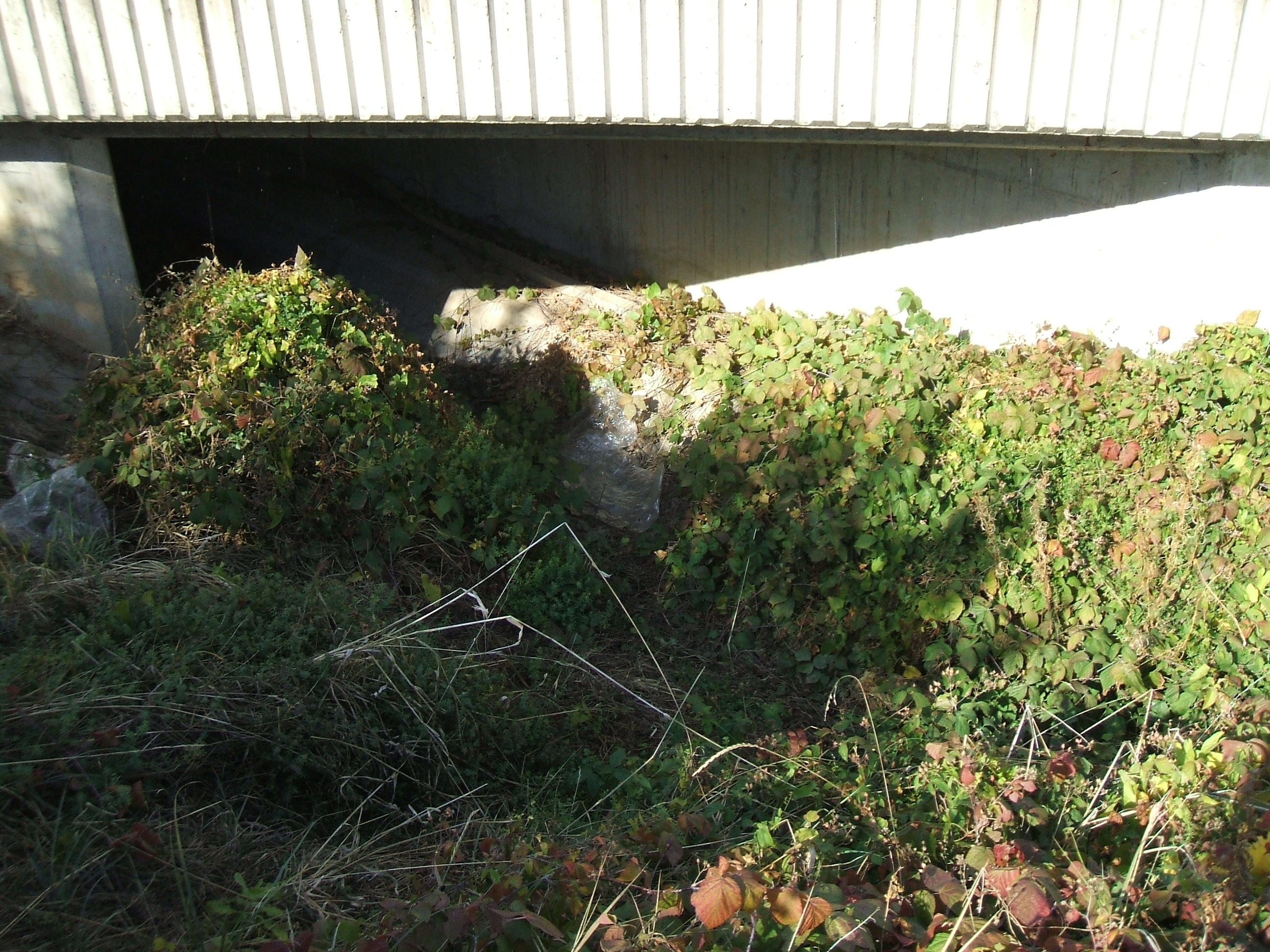
B 3 trennt nicht, Durchlass begehbar

- Weilerwiesengraben (links), 1,5 km

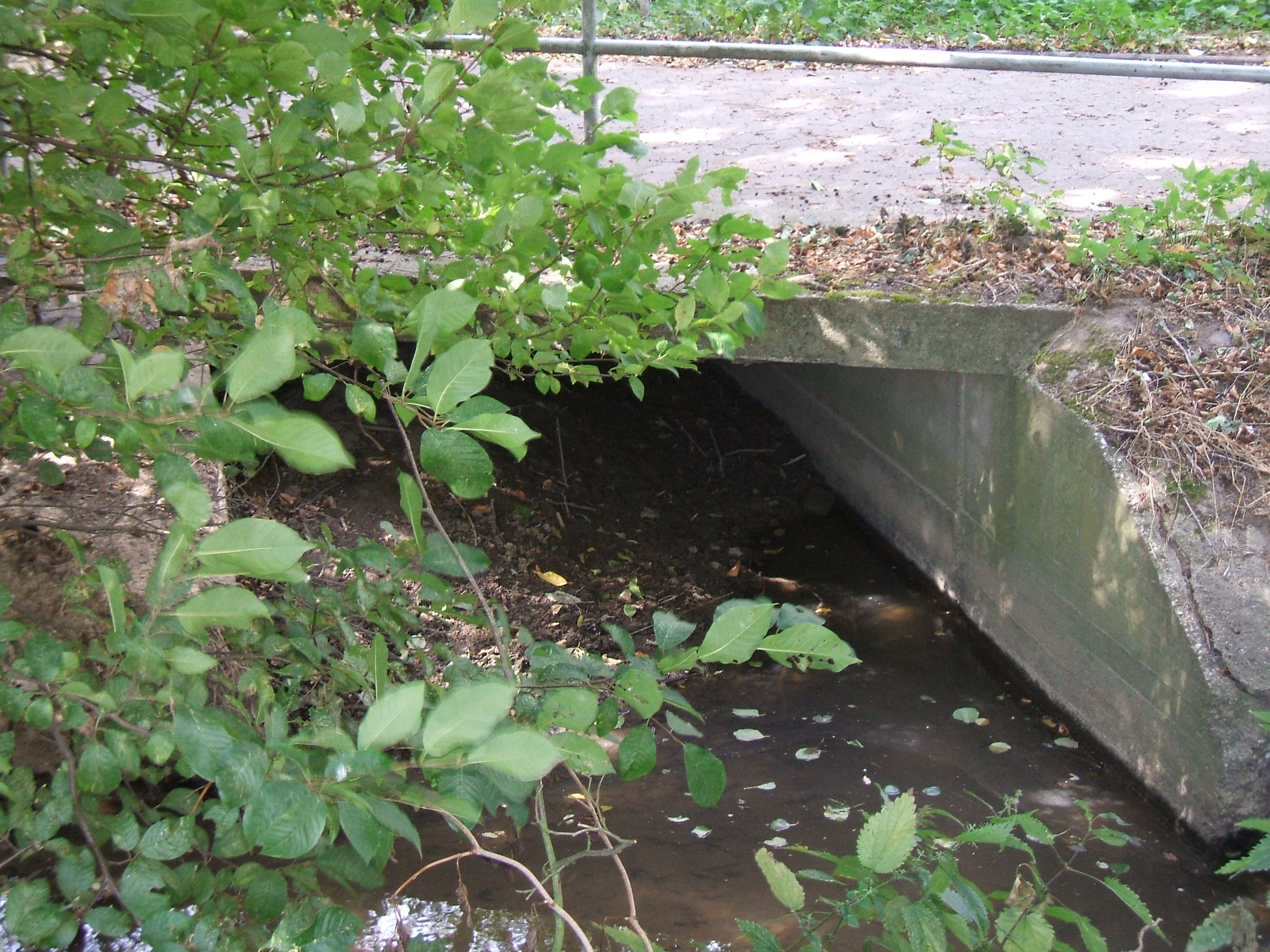
Mündung des Weilerwiesengrabens

Ein meist trockener Entwässerungsgraben in einer Wiesenlandschaft, geringfügig mit Bäumen (Weiden, Erlen) und Büschen (Brombeeren) bestanden, nahezu vollständig in der Gemarkung von Ockstadt gelegen, bei einem Gartenbaubetrieb zwischen Ockstadt und Bad Nauheim, nahe der L 3134 beginnend und nach Osten, später Südosten führend. Hier münden auf 153 m ü. NN in den Einschnitt ein aus Westen kommendes Rohr, eine häufig Wasser führende Dränage (von rechts, aus Süden, von den Hofbauten) sowie zwei weitere zumeist trockene Gräben. Der eine kommt, von links, einen Weg begleitend, von jenseits der L 3134 vom Ockstädter Kirschenberg herab, der andere kommt rechtwinkelig von rechts aus dem Norden Ockstadts (wo sich unterirdische Niederschlagsabflüsse vom Kirschenberg in der Aue stauen?), einen unbefestigten Weg begleitend, dabei weitere Abflussgräben vom Kirschenberg aufnehmend. Seit dem Bau der Ortsumfahrung B 3/B 455 unterquert der Weilerwiesengraben diese in einem für Wild durchlässigen brückenartigen Bauwerk (2008, etwa km 1,0). Beim Bau der Johann-Peter-Schäfer-(Blinden-)Schule des Landeswohlfahrtsverbandes Hessen in den 1980er-Jahren (Bebauungsplan Nr. 14 Unter'm Halbmond von 1985) wurde der auf der Ortsgrenze zwischen Friedberg und Ockstadt verlaufende Feldweg befestigt und zur Straße ausgebaut, der östlich davon liegende Weilerwiesengraben in eine breite Mulde verlegt sowie ein neuer Durchlass unter der Johann-Peter-Schäfer-Straße am Eingang zur Blindenschule gebaut. Unter einer flachen Balkenbrücke des Äppelwoiwegs mündet er von links in den Seebach (km 1,9), nun am Rand der Kreisstadt Friedberg und auf 146 m ü. NN.
- Riedgraben (links), 1,5 km

Ein meist trockener Entwässerungsgraben in einer Wiesenlandschaft, geringfügig mit Bäumen (Weiden, Erlen) und Büschen (Brombeeren) bestanden, in den Gemarkungen von Ockstadt und Friedberg verlaufend, im geschützten Landschaftsbestandteil Ockstädter Ried zwischen Ockstadt und Bad Nauheim, nahe der L 3134 auf 147 m ü. NN beginnend und nach Osten führend. Seit dem Bau der B 3/B 455 sowie dem Anschluss der noch geplanten B 275 an die Ortsumfahrung (OU) mündet ein Graben ins Ockstädter Ried. Er nimmt sowohl Abwässer von der OU als auch Niederschlagsabflüsse vom Ockstädter Kirschenberg auf. Bei km 1,4 unterquert er unter einer niedrigen Balkenbrücke (2008 gebaut) die Ortsumfahrung, die es zugleich Wild ermöglicht, diese zu unterqueren (Trittspuren im Lehm des immer wieder austrocknenden Bachbetts). Am Ortsrand von Friedberg, etwa bei km 1,0, nach Unterqueren eines Feldwegs in einem Durchlass, mündet in den hier beckenartig ausgeweiteten Riedgraben eine Quelle (vom Pfaffenbrunnen?) oder eine Dränage. Das Becken ist voller Bachbunge und Berle, am Auslass zeigen sich Algen. Dieser Zufluss bewirkt, dass der Riedgraben auf seinem letzten Kilometer fast immer Wasser führt. Hier beginnt ein urban geprägtes Umfeld mit Grabeland und technischen Bauten (eingezäuntes Rückhaltebecken). Etwa bei km 0,85 gibt es das erste Vorkommen von Knotenblütigem Sellerie. Ab hier fließt der Riedgraben durch Friedberg, hier treffen auch die Gemarkungen von Ockstadt, Friedberg und Bad Nauheim in einem Punkt zusammen. Für den Neubau der Ortsumfahrung B 3/B 455 musste die K 13 zwischen Friedberg und Bad Nauheim über diese geführt, zugleich die alten Lindenallee an ersterer erhalten werden, so dass sie ostwärts verschwenkt wurde und ein Anschlussohr an die Bundesstraße erhielt. Dazu wurde der alte Durchlass des Riedgrabens unter der K 13 erneuert. An dessen Ein- wie Auslass lebt wieder die Sellerie, am sonnigen Einlass vergesellschaftet mit Bachbunge und Weidenröschen. Auf den nächsten etwa 100 Metern ist der Riedgraben beidseitig von Bäumen (zumeist Erlen) gesäumt. Am Beginn des Kleingartengeländes Grüne Lunge (Bebauungsplan Nr. 34 Dauerkleingärten am Ohrlochsweg von 1995) schwenkt der Riedgraben für zehn Meter nordwärts nach links und sogleich nach rechts in die ursprüngliche (Nord-)Ostrichtung. Nach fast 200 Metern erfolgt ein weiterer Rechtsschwenk, nun in südliche Richtung. Erneut annähernd 200 Meter weiter beginnt der Sportplatz an der Burgfeldstraße oder K 13. Hier stellt er die verwinkelte Grenze zu den Dauerkleingärten dar. Ab km 0,8, etwa auf Höhe der Sprunggrube für den Weitsprung, beginnt er über das Gelände des Sportplatzes zu fließen – 30 m weit. Dann beginnt eine 80 Meter lange Verrohrung. Am Rand des Sportplatzes und neben dem östlich am Zaun des Sportplatzes vorbei führenden Söder (Spazier- und Rad-)Wegs kommt er wieder zu Tage und bietet Knotenblütigem Sellerie erneut eine Lebensgrundlage. Am Eckrand eines eingezäunten Vereinsgeländes mündet er auf 138 m ü. NN bei km 0,3 rechtwinkelig von links in den Seebach.

### Flusssystem Usa
- Fließgewässer im Flusssystem Usa

### Orte
Der Seebach fließt durch diese zwei Ortschaften:
- Friedberg-Ockstadt
- Friedberg

## Wasserbauwerke

### Mühlen
Mindestens drei Wassermühlen lagen am Leihgraben. Sie waren untereinander verbunden über einen Mühlkanal. Er begann weit vor Ockstadt, oberhalb der Waschbach-Flur. Dort, wo heute die Wetterauer Werkstätten liegen, bestand bis in die 1960er Jahre ein stehendes Gewässer, ein Mühlenteich. Ein weiterer bestand östlich des Schmelzwegs auf einer Fläche, die einige Meter höher lag als die

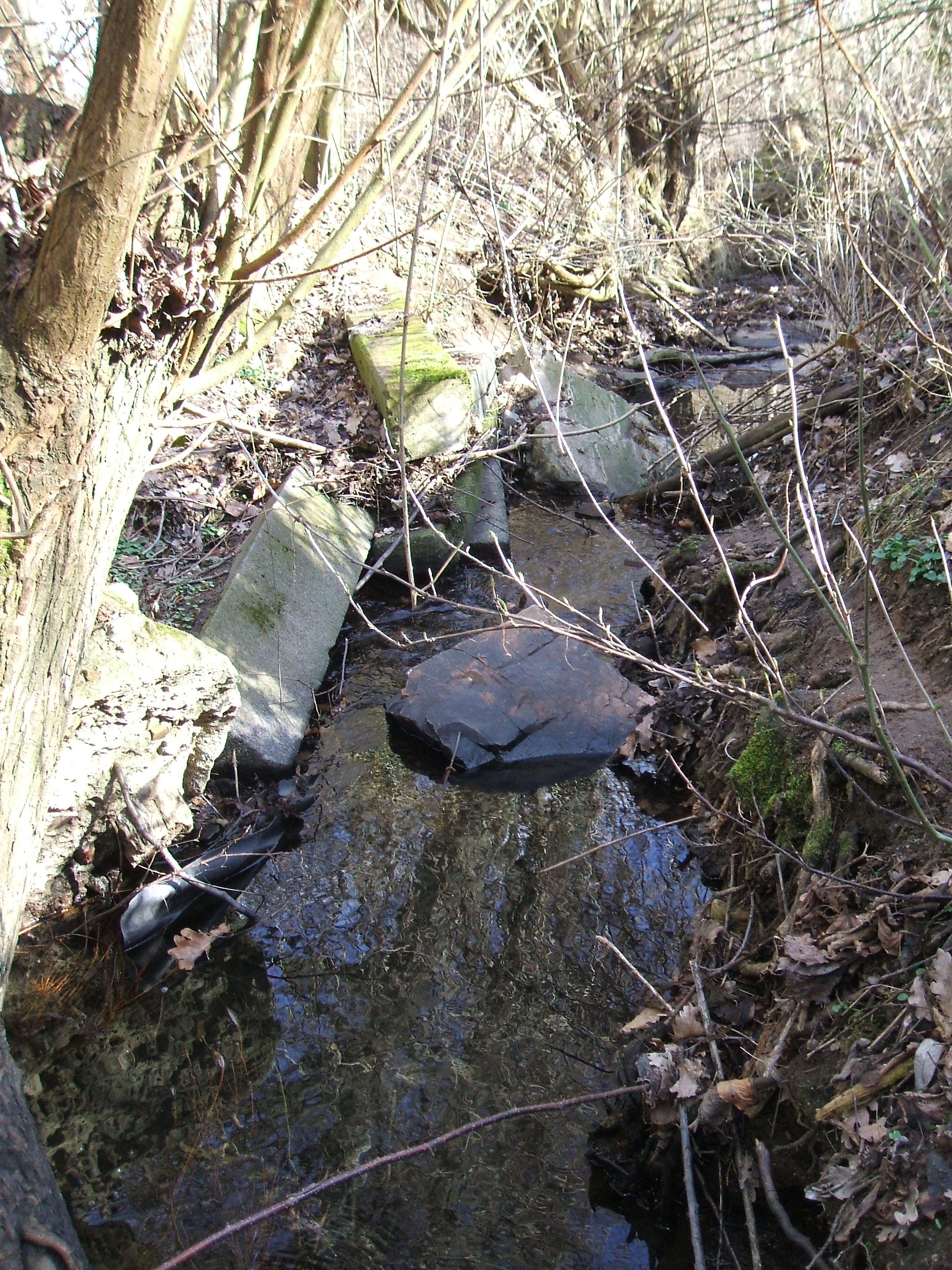
Reste der Schmelzmühle im Leihgraben

- Schmelzmühle

Zunächst eine Hammermühle, in der Eisenerz verhüttet wurde, wurde sie später zu einer Getreidemühle umgebaut. Sie wurde gegen Ende des 19. Jahrhunderts aufgegeben und später abgerissen. Trümmer von ihr finden sich heute noch im und am Leihgraben. Von hier setzte sich der Mühlkanal mit nur noch geringem Gefälle fort zur
- Ober- oder Weidmannsmühle

Sie lag abgesetzt vom Leihgraben an der Bachhohl, heute einem Abschnitt zwischen Bachgasse und Usinger Straße. Sie bestand bis ins 20. Jahrhundert und wurde zuletzt elektrisch angetrieben. Heute ist das ursprüngliche in Fachwerk ausgeführte Mühlengebäude abgerissen, es stehen dort um den straßenseitigen Hof Wohn- und Stallgebäude. Der Mühlkanal setzte seinen Lauf zwischen der Bachgasse (daher der Name) und den an ihr liegenden Gebäuden fort. Nach etwa 200 m löste sich der Mühlkanal südwärts, unterquerte die Rosbacher Straße und mündete in den Wassergraben der ehemaligen Wasserburg. An deren südöstlichen Ecke stand die
- Schlossmühle

Der Mühlkanal floss nach Norden ab und bog nach etwa 25 Meter ostwärts auf die heutige Schlossstraße. Nach etwa 150 Metern wurde die Nauheimer oder Friedberger Straße erreicht, wo der Mühlgraben nach Nordosten zu den Allmendstücken abbog, um zu ihrer Bewässerung beizutragen.
In Friedberg befand sich am Seebach unterhalb der Seewiese an der vom Südtor der Burg kommenden Mörler Straße und gleich unterhalb des um 1500 gebauten Dicken Turms die
- Seemühle

Diese diente nicht dem Mahlen, sondern arbeitete als vom Wasser des Seebachs betriebenes Pumpwerk, das die Burg mit Trinkwasser versorgte. Das Mühlengebäude steht heute immer noch in einer bewohnten Häuserzeile sowie modernen Anbauten. Vor ihm rauscht weiterhin der Seebach durch ein steiles gemauertes Gerinne, das unter der Mörler Straße hindurch in einen schnurgerade gebauten Abschnitt des Seebachs mündet.